# 周通
周通，小说《水浒传》中人物，青州人，桃花山山贼。因生得鬚如钢丝，面阔体壮，声雄力大，人称“小霸王”。本想打劫路过的“打虎将”李忠但反被打败，改由李忠坐上桃花山的第一把交椅，周通居次。周通为人好色，垂涎于桃花庄刘太公的女儿，要强娶她上山作压寨夫人，恰巧“花和尚”鲁智深投宿庄上，见义勇为将其打退。周通邀李忠前来报仇，李忠却与鲁智深为旧相识，通过鲁智深劝說與李忠調解，罢了这门亲事。
呼延灼被梁山大破了连环马，逃往青州，又被周通、李忠盗去了踢雪乌骓马。青州慕容知府给呼延灼二千马军，让他去攻打桃花山。周通、李忠不敌，向二龙山有“万夫不当之勇”威名的鲁智深、杨志、武松三人求救，并借此机会认识了许多好汉。三山聚义打青州后上梁山入伙，为马军小头领之一，兼任斥候。
梁山受招安后，随宋江、卢俊义征战四方。征讨方腊时，随卢俊义攻打独松关，探路时不提防被冲出来的敌将厉天闰一刀斩于马下。尸骨葬于独松关上。追封为义节郎。

## 影视形象
- 1983年山东版《水浒》：王俊法
- 1998年央视版《水浒传》：不明
- 花田囍事：許冠傑
- 2011年版《水浒传》：謝彰